# I'm in Love with My Car
"I'm in Love with My Car" é uma canção da banda britânica de rock Queen, do seu álbum de 1975 A Night at the Opera. Foi lançada como lado B do single "Bohemian Rhapsody" em 31 de outubro de 1975. Escrita pelo baterista Roger Taylor, é a única faixa do álbum na qual é o vocalista principal e uma de suas composições mais conhecidas.

## História
"I'm in Love with My Car" está dentre as composições mais conhecidas de Roger Taylor na discografia do Queen. Quando o músico apresentou-a para Brian May, o guitarrista pensou que o baterista estava fazendo uma brincadeira. A letra foi inspirada em Johnathan Harris, um roadie da banda, no qual dizia ser apaixonado pelo seu carro.
Na época em que a banda foi lançar "Bohemian Rhapsody" como single, a ideia inicial era de colocar "The Prophet's Song", canção de Brian May no Lado B. No entanto, Roger Taylor queria que "I'm in Love with My Car" fosse escolhida. Para isso, trancou-se num armário até que Freddie Mercury mudasse de ideia. Os royalties foram divididos igualmente entre as duas faixas, fato que fez Taylor ganhar muito dinheiro, gerando um atrito entre os integrantes.
Tocada nos shows do Queen por muitos anos, "I'm in Love with My Car" é encontrada em coletâneas da banda, como Queen Rocks e em versões ao vivo, no Live Killers e Queen Rock Montreal.

## Ficha técnica
- Roger Taylor – bateria, vocais, composição
- Brian May – guitarra e vocais de apoio
- John Deacon – baixo
- Freddie Mercury – piano, vocais de apoio